# Jack Diamond
John "Legs" Diamond (Philadelphia, 10 juli 1897 - New York, 18 december 1931) was een beruchte Amerikaanse gangster van Ierse origine. Hij was ook bekend onder de namen Jack Moran en Gentleman Jack. Hij was vooral actief tijdens de drooglegging in New York, waar hij betrokken was bij de illegale handel in drank. Zijn mentor was de joodse zakenman Arnold Rothstein. Tussen 1919 en 1931 overleefde hij verscheidene moordaanslagen, hetgeen hem de bijnaam kleiduif van de onderwereld opleverde. Zijn andere bijnaam, Legs, is Engels voor benen. Deze bijnaam verwijst ofwel naar zijn danstalent ofwel naar het feit dat hij vaak wist te ontsnappen uit de handen van zijn vijanden. Zijn grote rivaal was Dutch Schultz.

## Biografie

### Beginjaren
John Jack Diamond werd geboren als zoon van John en Sarah Diamond die tijdens de lente van 1891 van Ierland naar Philadelphia waren geëmigreerd. In 1899 werd Eddie geboren, de twee jaar jongere broer van Jack. Beide broers hadden problemen op school en hun moeder had last van haar gezondheid; ze leed onder andere aan artritis. Op 24 december 1913 stierf ze aan de gevolgen van een bacteriële infectie en hoge koorts. Vervolgens gaf vader John zijn baan als fabrieksarbeider op en verhuisde met zijn zonen naar Brooklyn, New York.
Daar sloot de jonge Jack Diamond zich aan bij de straatbende Hudson Dusters. Op 4 februari 1914 werd hij gearresteerd wegens inbraak. Het was de eerste van verschillende arrestaties. Tijdens de Eerste Wereldoorlog sloot hij zich aan bij het Amerikaanse leger. Maar rond 1918 deserteerde hij. Diamond werd later dan ook veroordeeld wegens desertie.
Na zijn gevangenisstraf begon hij in dienst van gangster Jacob "Little Augie" Orgen te werken. Diamond werd ingehuurd om een vijand van Orgen te vermoorden. Later werd hij de persoonlijke bodyguard van Orgen. Toen Orgen door Louis Buchalter werd vermoord, werd Diamond zelf twee keer geraakt.

### Levensstijl
Jack Diamond hield er een flamboyante levensstijl op na. Hij werd omschreven als een energiek individu. Verder stond hij ook bekend om zijn loyaal gedrag, al durfde hij ook weleens iemand verraden. Zijn echtgenote, Alice, vond zijn levensstijl onaangenaam, maar zou nooit hebben geprobeerd die te veranderen. Ondanks zijn huwelijk met Alice bleef Jack Diamond een vrouwenversierder. Zijn bekendste maîtresse was showgirl en danseres Marion "Kiki" Roberts. Diamond was erg geliefd bij het grote publiek.

### Drooglegging
Eind jaren '20 vond in de Verenigde Staten de drooglegging plaats. De handel in drank werd illegaal en dus probeerde Diamond tevergeefs om in Europa bier te vinden. Na de dood van Orgen was hij echter verantwoordelijk geworden voor de illegale bierhandel in Manhattan, hetgeen hem in conflict bracht met Dutch Schultz. Maar Diamond kreeg ook problemen met andere bendes en er volgden al snel heel wat aanslagen op zijn leven.
Stanley Wheeler werd een goede vriend van Diamond en werd zelfs zijn persoonlijke chauffeur. Met Wheeler achter het stuur kon Diamond meerdere keren net aan de dood ontsnappen. Om buiten schot te blijven, dook Diamond een tijdje onder in Catskill Mountains, een natuurgebied ten noorden van Albany, New York.
In oktober 1929 werden Jack Diamond en zijn maîtresse beschoten door enkele gewapende mannen, terwijl ze dineerden in zijn suite in het Hotel Monticello. Diamond werd vijf keer geraakt. Na zijn revalidatie vluchtte Diamond naar Europa. De rest van zijn bende verliet New York eveneens. Na zijn terugkeer naar de Verenigde Staten begon hij aan een nieuw territorium in Albany te werken.
In 1930 werd Diamond beschuldigd van kidnapping. De rechtbank van Catskill sprak hem vrij. Maar hij werd meteen opnieuw beschuldigd, ditmaal op federaal niveau. Ditmaal werd hij veroordeeld tot een gevangenisstraf van vier jaar. Een derde rechtszaak in Troy, New York sprak hem echter opnieuw vrij.

### Dood
De avond van de rechtszaak in Troy vierde Diamond de goede afloop met een feest. Na een zware nacht trok hij naar Dove Street in Albany, New York om te gaan te slapen. Diamond werd rond half zes 's ochtends gedood. Hij werd drie keer in het achterhoofd geschoten. Er werden echter meer dan drie schoten gehoord, dus er wordt aangenomen dat er eerst een korte vechtpartij heeft plaatsgevonden alvorens hij werd vermoord.
Tot op heden is het niet duidelijk wie Jack Diamond vermoordde. Mogelijke verdachten zijn Dutch Schultz, de broers Oley, en het politiekorps van Albany. In het boek O Albany van schrijver William Kennedy wordt verteld dat Dan O'Connell de moord regelde. O'Connell was een politieke figuur die aan het hoofd stond van het politiekorps. De mogelijke uitvoerder van de moord was sergeant Fitzpatrick. Hij werd later zelfs baas van het politiekorps. Deze theorie wordt algemeen aanvaard en werd bevestigd door verscheidene personen die destijds lid waren van het politiekorps.
Twee jaar na de dood van Jack Diamond werd zijn echtgenote Alice vermoord. Fitzpatrick werd in 1945 in zijn kantoor doodgeschoten door een collega. De dader kreeg een gevangenisstraf van 20 jaar.